# Forge de Sexsmith
La forge de Sexsmith (en anglais : Sexsmith Blacksmith Shop) est un atelier de forgeron située à Sexsmith en Alberta (Canada). C'est un bâtiment industriel construit en bois rond en 1916, typique de l'époque pionnière de l'Alberta. L'édifice présente une grande intégrité et a conservé la plupart de ses machines et ses outils. La forge est associée à Nels Johnson, un forgeron immigré de Suède respecté qui a travaillé dans cette forge de 1920 à sa mort en 1978. La forge a été reconnue comme ressource historique provinciale par l'Alberta en 1986. 

## Histoire
Sexsmith a été fondé lors de la construction de la ligne de Grande-Prairie de la Edmonton, Dunvegan and British Columbia Railway en 1916. La forge est l'un des premiers bâtiments de la communauté, construit la même année par Dave Bozarth. En 1920, il prend Nels Johnson, un immigrant suédois, comme partenaire. Johnson devient le seul propriétaire de la forge en 1928 et opère la forge jusqu'en 1978, l'année de sa mort. La forge a été désignée ressource historique provinciale le 28 octobre 1986. Elle fait depuis[Quand ?] partie du musée de Sexsmith.
Nels Johnson est un forgeron natif du Jämtland en Suède. Il a émigré au Canada en 1909 avec son savoir de forgeron déjà acquis. Il a été employé par le Grand Trunk Pacific Railway comme forgeron pour la construction de la ligne à l'ouest d'Edmonton. En 1910, il quitte la compagnie et s’installe à Edson où il ouvre sa propre forge, qu'il opère jusqu'en 1914. En 1920, il s’installe à Sexsmith où il va rester le reste de sa vie. Il achète la forge à Dave Bozarth, quand ce dernier décide de retourner à l'agriculture.
Nels Johnson est un forgeron talentueux et respecté. Les forgerons des environs venaient vers lui pour fabrique des outils et des machines. Son record pour le ferrage des bœufs était de 16 minutes. Il a une fois restauré 110 fers à cheval en une journée. Il a aussi aiguisé 160 socs en un jour, avant qu'il utilise un martinet.

## Architecture
La forge de Sexsmith est un exemple remarquable d'une forge lors de la phase initiale de l'établissement. L'édifice est construit en rondin liés aux coins par des queues-d'aronde. Elle a un toit en pignon et n'a pas de division intérieure, permettant une utilisation optimale. L'édifice présente une grande intégrité et a peu changé depuis sa construction.
Le plupart des outils utilisé par Johnson sont encore présent dans l'édifice. L'édifice comprend plusieurs milliers d'outils et machines de forgeron, dont plusieurs ont été fait localement. Il s'agit d'un bon exemple de la débrouillardise des premiers forgerons albertains. On y retrouve entre autres une perceuse alimentée par la transmission d'une Ford Modèle T et la présence d'une fonderie pour le moulage des métaux. 